# Karl Bomansson

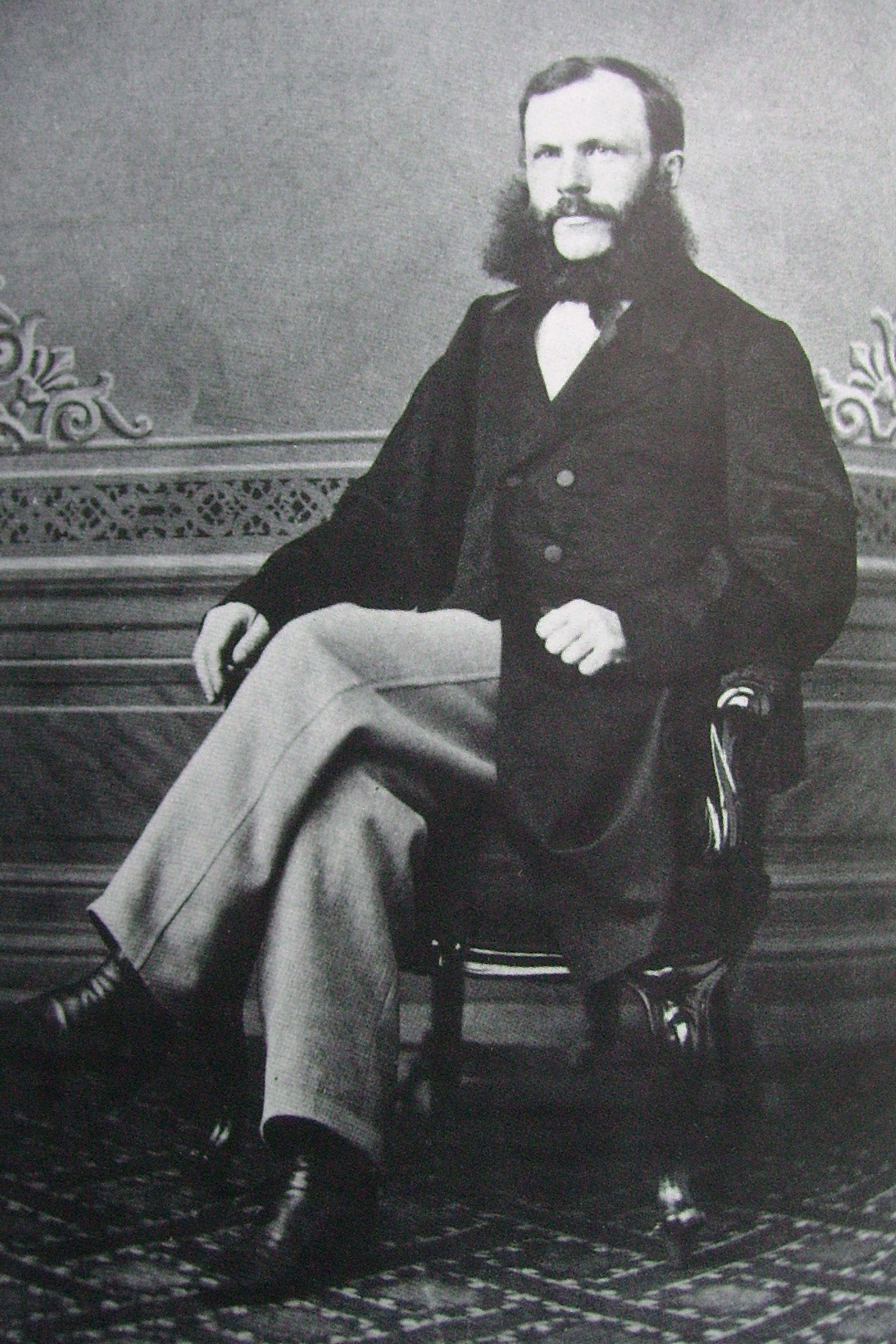
Karl Bomansson

Karl August Bomansson, född 5 april 1827, Saltvik, död 7 februari 1906, Helsingfors, var en finländsk historiker, statsarkivarie 1870-83 och från 1862 docent i historia vid Helsingfors universitet.
Redan 1853 var han verksam i arbetet med att ordna och förteckna senatens arkiv. Som vetenskapsman var han främst intresserad av Ålands historia. Hans arkeologiska avhandling Om Ålands folkminnen var Finlands första. Bomansson deltog i utgrävningar på Kökar 1867. 
Bomanssons sjuttonårige assistent var Johan Reinhold Aspelin. 